# Epoligosita mexicana
Epoligosita mexicana är en stekelart som beskrevs av Gennaro Viggiani 1988. Epoligosita mexicana ingår i släktet Epoligosita och familjen hårstrimsteklar. Inga underarter finns listade i Catalogue of Life.